# Johannes Zehender

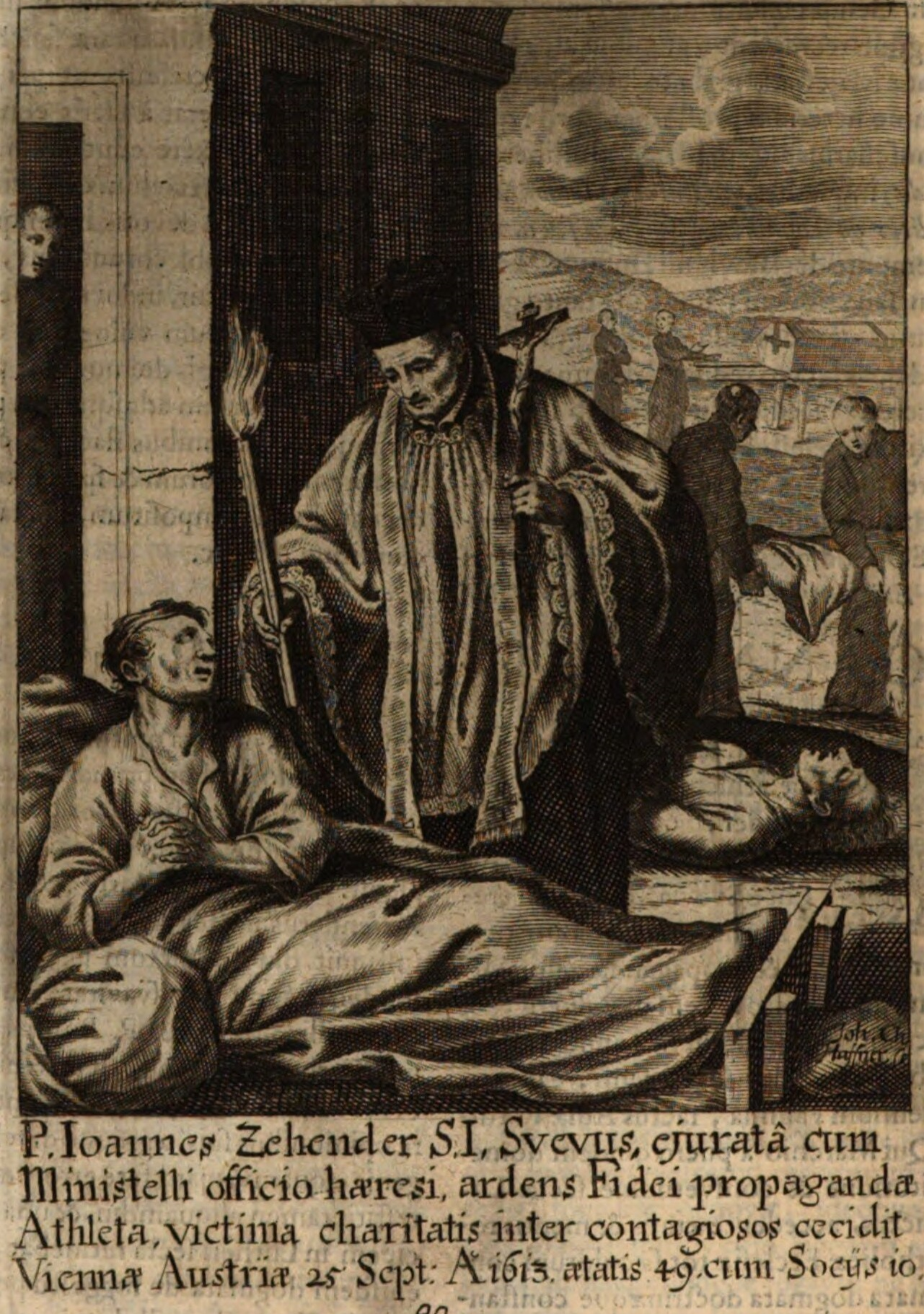
Johannes Zehender,
jesuitische Darstellung 1694.
Die Bildunterschrift besagt: „P. Johannes Zehender SJ, ein Schwabe, war, nachdem er, mit dem Predigeramt, der Häresie abgeschworen hatte, ein glühender Vorkämpfer der Glaubensverbreitung; er starb als Opfer der Nächstenliebe zwischen den Pesterkrankten in Wien, Österreich, am 25. September 1613, 49 Jahre alt, mit zehn Gefährten.“

Johannes Zehender, nach 1600 Johannes Decumanus, (* 1564 in Besigheim; † 25. September 1613 in Wien) war ein badischer Hofprediger, später Jesuit.

## Leben
Johannes Zehender war der Sohn des Landvogtes von Besigheim. Seine Mutter war eine Schwester von Eberhard Bidembach, dem ersten evangelischen Abt des Klosters Bebenhausen. Er besuchte ab 1572 die Lateinschule von Besigheim. Anschließend studierte er ab 1579 an der Universität Tübingen, an der er 1583 den Magistergrad erlangte. Er war zunächst Diakon in Durlach und wurde dann Hofprediger bei Markgräfin Anna, der Witwe von Karl II. Nach ihrem Tod amtierte er als Hofprediger bei ihrem Sohn Jakob III. und befreundete sich mit dem Arzt und Historiker Johannes Pistorius. 1590 konvertierte er zum Katholizismus und wurde Hofprediger bei Fürstbischof und Kardinal Andreas von Österreich  in Konstanz. Im Sommer 1591 empfing er die Priesterweihe. Er immatrikulierte sich am 5. November 1591 an der päpstlichen Universität Gregoriana und wohnte im Collegium Germanicum. 1595 wurde er in Rom promoviert und in den Jesuitenorden aufgenommen.
Zehender spielte eine wichtige Rolle zur Zeit der Konfessionalisierung. Nach 1600 signierte er seine Schriften mit dem latinisierten Namen „Decumanus“. Er war 1601 Teilnehmer des Regensburger Religionsgesprächs, später Direktor des Jesuitenkollegs in Wien und Prediger am Stephansdom. Er starb an der Pest, nachdem er sich um die Pflege Pestkranker bemüht hatte.

## Werke (Auswahl)
- Dialogvs: Ein Christlich, freundlich, nicht weniger lustig als nutzliches Gespräch, von der jetzigenZeit, in etlichen Ländern fürgenommener, vnd vilen hochbeschwerlicher Religions Reformation, Angermayr, Ingolstadt 1601.
- Kurtze summarische warhaffte Relation: Von dem zu Regenspurg newlicher zeit zwischen den Catholischen eins und der Augspurgischen Confession zugethanen Theologen andern theils gehaltnen Colloquio, Burgk, Closter 1602.
- Hochnutzlicher / dem Original allerdings gleichlauttender Nachtruck Zweyer Christl. Predigten / deren die Erst / von guten Werken / die Ander / von dem Artikel / wie der sündige Mensch vor Gott gerecht / und ewig seelig werden müsse / handlet: So zu Prag am 4. und 5. Sonntag nach Trinitatis des verlauffenen 1608. Jars / Von dem Ehr. Hochgel. Herrn Polycarpo Leisern / der Hl. Schrifft Doctorn / und Churf. Sächsischen Hofpedigern gehalten seyn worden: Sampt beigefügter Evangelischer Erwegung derselben / mit underschiedlichen Vorreden / und zu Ende beider Predigten / noch einer (der etwas unlautern Praefation D. Leisers) sonderbaren Erleuterung., Angermeyer, Ingolstadt 1608.